# Celestine Raalte

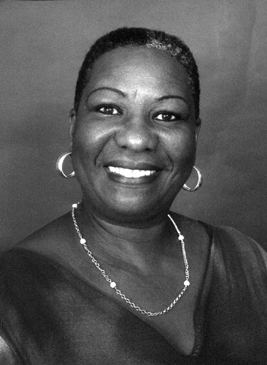
Celestine Raalte

Celestine Raalte (Constantia, 12 november 1948) is een Surinaams dichteres en voordrachtskunstenares.

## Biografie
Raalte werd geboren op de koffieplantage Constantia in het Surinaamse district Commewijne uit een vader die afstamde van voorouders uit Onoribo in het district Para, haar moeder kwam uit een Frans-Guyanese mulattenfamilie met joods bloed. Vanaf haar derde groeide ze op in Abrabroki, een wijk in Paramaribo met veel erven die overwegend bewoond worden door creolen van eenvoudige komaf. In 1968 ging zij naar Nederland en vestigde zich in Utrecht. Zij volgde een cursus klinische psychologie en schrijfworkshops.
In de jaren zeventig sloot Raalte zich aan bij de vrouwengroep van de vereniging Sranan S'ma Abi Wan Oso ('Surinamers hebben een huis'). Daaruit kwam het Surinaams Volkskultureel Assemblee voort, in welker bloemlezing Tide tamara ...: dichten voor het volk (1981) zij publiceerde. Haar werk verscheen verder in de tijdschriften Bro, Black Flash, De Gids, Punt (Punkt) Zeitung ET EP, Sukutaki, Surplus, de Weekkrant Suriname, De Ware Tijd Literair en in de Spiegel van de Surinaamse poëzie. Zij werd een van de bekendste Surinaamse voordrachtskunstenaars en ontwikkelde een vertelprogramma voor de basisscholen. 
Raalte is een dichteres zoals Johanna Schouten-Elsenhout dat was: een volksvrouw die, zonder bijzondere scholing, gedachten in zich liet opborrelen en aan het papier toevertrouwde. Raalte getuigde ervan dat zij bij de verschijning van haar debuutbundel in 1989 niet eens wist wat een gedicht was. Haar eerste gedicht schreef zij in 1974, ‘Mama Sranan’. Zij publiceerde vervolgens twee bundels poëzie in het Sranan met Nederlandse vertaling: Akwenda/Streven (1989) en Ma Awitya (1997). Met haar werk beoogt zij een herleving van de nengre kulturu (de negercultuur) en dan in het bijzonder een hernieuwde aandacht voor de positie van de vrouw.
Zij refereert vaak aan de slaventijd, maar maakt ook de brug naar de migrantenervaring. Haar Sranan is een oud, diep Sranan dat door jongeren vaak moeilijk wordt gevonden, maar zij hanteert die taal bewust om de oude taalschat niet verloren te laten gaan. De trots op het negerschap en een direct engagement met de eenvoudige volksmens en ook met het wel en wee van Afrika schragen haar gedichten. Haar eerste bundel ontkwam niet geheel aan de clichés van de protestpoëzie, maar met haar tweede bundel trof zij een eigen toon.
In 1997 schreef Celestine Raalte de eenakter Witte de Witlaan 25 dat draait rond de thematiek van de creoolse vrouw die de mooie beloftes van een man wantrouwt. De zeven scènes in Surinaams-Nederlands afgewisseld met korte frasen in het Sranan bieden minder psychologie dan klucht: pittige conversaties in de bloemrijke taal van het Surinaamse volkstheater.
In 2000 won Raalte, een gedeelde eerste prijs, samen met de Surinaamse dichteres Carry-Ann Tjong Ayong ("De Wasvrouw") met het gedicht 'Black magic woman' de ZaMI-award voor het beste gedicht, een onderscheiding die zij al een jaar eerder had gekregen voor haar modeontwerpen gebaseerd op traditionele Surinaamse klederdrachten. Voor haar inzet voor de Marrons kreeg zij ook in 2002 de Gaanman Gazon Matodja Award.
In 2023 won zij de Trefossa Cultuurprijs.